# Gregoria Apaza
Gregoría Apaza Nina (Ayo Ayo, province de Sica Sica, dans l’actuelle Bolivie, vers 1751 ‒ La Paz, 6 septembre 1782) est une révolutionnaire indigène aymara, qui dirigea en 1781, conjointement avec son frère Julián Apaza dit Túpac Katari et sa belle-sœur Bartolina Sisa, l’une des plus grandes insurrections indiennes contre les autorités espagnoles dans le Haut-Pérou,,,. Elle prit part au siège de La Paz et réussit, aux côtés de son amant Andrés Túpac Amaru (neveu de Túpac Amaru II), à s’emparer de la vallée et de la ville de Sorata. Finalement capturée par les Espagnols, elle mourut suppliciée sur la grand-place de La Paz.

## Biographie
L’on sait peu de choses sur la sœur de Julián Apaza, alias Túpac Katari : il semble qu’elle ait été éclipsée, dans la mémoire collective et dans l’historiographie, par son frère et sa belle-sœur Bartolina Sisa. Fille de Nicolás Apaza et de Marcela Nina, elle vécut, jusqu’à l’éclatement de la rébellion de 1781, dans la localité d’Ayo Ayo, à 70 km de La Paz, ne s’exprimant qu’en langue aymara, ne sachant lire ni écrire, et n’ayant reçu aucune instruction. Elle avait épousé le sacristain Alejandro Pañuni et avait, au moment où elle rejoignit la rébellion, un enfant encore jeune — du moins selon ce qu’on peut déduire des documents consignant ses aveux à la justice espagnole.
Il est certain qu’elle avait une trentaine d’années lorsqu’en 1781, sollicitée par son frère Julián Apaza de rejoindre sa cour et de l’aider à diriger ses troupes, elle quitta subitement famille et foyer pour rallier le grand mouvement de révolte indigène mené par son frère contre le pouvoir espagnol. Elle fut, au même titre que sa belle-sœur Bartolina Sisa, un précieux appui pour Túpac Katari et remplit le rôle de général d’armée, administrant les biens issus des pillages, organisant les campements et dirigeant les guerriers sur le champ de bataille. Les troupes rebelles mirent le siège d’abord devant la ville de La Paz, puis devant le bourg de Sorata ; quand Túpac Katari dut s’absenter des camps qui cernent la ville de La Paz, c'est Gregoria Apaza, avec sa belle-sœur, qui assuma le commandement des troupes aymaras. Il semble que les deux femmes soient tellement efficaces que le siège ne se ressentit pas de l’absence de Túpac Katari. Gregoria en effet aurait été dotée d’une intuition très forte pour discerner les choses véritablement importantes et reconnaître les moments décisifs.
Tandis que le pouvoir de Túpac Katari se raffermissait et que sa sœur brillait comme cacique, il vint du Pérou, cette même année 1781, des troupes alliées, dépêchées par le caudillo José Gabriel Túpac Amaru en renfort aux insurgés, et à la tête desquelles se trouvait le jeune Andrés Túpac Amaru, neveu du caudillo, jeune homme de 17 ou 18 ans, capable de lire et écrire, et personne valeureuse et de grande perspicacité militaire. Gregoria Apaza et Andrés Túpac Amaru s’éprirent l’un de l’autre et, ensemble, livrèrent et remportèrent plusieurs batailles.
Après que le siège devant La Paz eut paru suffisamment consolidé, Túpac Katari chargea sa sœur de la conquête de la vallée et du bourg de Sorata, à environ 100 km à vol d'oiseau au nord-nord-ouest de La Paz. Gregoria Apaza et Andrés Túpac Amaru surent maintenir le bourg de Sorata encerclé, et firent construire une retenue pour accumuler les eaux résultant de la fonte des neiges et les déverser ensuite sur la bourgade, ce qui en détruisit les défenses et inonda les maisons. La ville fut prise à l’issue de durs combats par Gregoria et Andrés, et le couple y séjourna pendant un mois,. En octobre 1781, alors qu’Andrés, appelé par une lettre de son oncle, s’était rendu à Azángaro au Pérou, Gregoria apprit que les troupes espagnoles avaient réussi à briser le siège de La Paz, et que Túpac Katari se repliait dans la campagne alentour. Tandis que les Espagnols se saisissaient de Túpac Katari et de son épouse Bartolina Sisa, Gregoria arma ses troupes à Sorata et fit mouvement avec son armée vers La Paz afin de se porter au secours de son frère ; cependant, après une rude bataille, elle fut elle aussi capturée.
Gregoria Apaza et sa belle-sœur furent emprisonnées dans une cellule froide, obscure et humide où elles attendirent leur sentence pendant huit mois. Le 6 septembre 1782, condamnée par l’auditeur Francisco Tadeo Díez de Medina, la cacique Gregoria Apaza fut, en même temps que Bartolina Sisa, pendue en présence de la foule sur la grand-place de La Paz, après s’être vu poser une couronne d’épines sur le front et avoir parcouru dénudée sur un âne la distance de la prison au lieu du supplice. Pour servir d’exemple, son corps fut dépecé, ses membres expédiés et exposés dans différents lieux, sa tête fichée sur un pieu et le reste de sa dépouille brûlé, afin que ses cendres fussent dispersées par le vent.